# Elvir Rahimić
Elvir Rahimić (Živinice, 4. travnja 1976.) je bosanskohercegovački nogometni trener i umirovljeni nogometaš.

## Karijera

### Klupska karijera
Elvir Rahimić svoju nogometnu karijeru započinje u lokalnom klubu Slaven Živinice. Ubrzo potpisuje za Bosnu iz Visokog koja se natjecala u FBiH ligi. Prije nego što se ta liga uspjela oformiti, Rahimić odlazi u Sloveniju u Interblock Ljubljanu a nakon toga u austrijski klub Vorwärts Steyr prije nego što je otišao u Rusiju.
Tamo je igrao za klub Anži iz Mahačkale te postao jedan od najboljih igrača sredine terena u ruskom prvenstvu. S klubom je osvojio četvrto mjesto 2000. godine. Time je privukao pažnju više boljih klubova te 2001. odlazi u moskovski CSKA.
Najveći uspjeh koji je Rahimić ostvario s CSKA Moskvom je osvajanje Kupa UEFA 2005. Zanimljivo je spomenuti da je CSKA u finalu pobijedio Sporting Lisabon iako se finale igralo upravo na Sportingovom stadionu i unatoč tome što je domaćin vrlo brzo poveo rezultatom 1:0.
U Rusiji, Rahimić ima nadimak Iron Man zbog njegove nevjerojatne sposobnosti stabilnosti tijekom cijele sezone. Tijekom svih godina koliko nastupa za CSKA Moskvu, propustio je svega 10 nastupa, najviše zbog prikupljenih žutih kartona. Zbog toga je postigao nevjerojatan prosjek od preko 50 odigranih utakmici godišnje.

### Reprezentativna karijera
Rahimić je za reprezentaciju BiH debitirao 2. lipnja 2007. na utakmici protiv Turske, drugoj reprezentativnoj utakmici koju je kao izbornik vodio Fuad Muzurović. Za svoju reprezentaciju nastupao je u kvalifikacijama za Euro 2008. i Svjetsko prvenstvo 2010. 

## Osvojeni trofeji
| Natjecanje      | Godina   |
| EU              | EU       |
| --------------- | -------- |
| Kup UEFA        | 2005.    |
| Rusija          |          |
| Rusko prvenstvo | 2003.    |
| Rusko prvenstvo | 2005.    |
| Rusko prvenstvo | 2006.    |
| Rusko prvenstvo | 2012/13. |
| Ruski kup       | 2002.    |
| Ruski kup       | 2005.    |
| Ruski kup       | 2006.    |
| Ruski kup       | 2008.    |
| Ruski kup       | 2009.    |
| Ruski kup       | 2011.    |
| Ruski kup       | 2013.    |
| Ruski Superkup  | 2004.    |
| Ruski Superkup  | 2006.    |
| Ruski Superkup  | 2007.    |
| Ruski Superkup  | 2009.    |
| Ruski Superkup  | 2013.    |

## Vanjske poveznice
- Profil igrača na national-football-teams.com
- Profil igrača na worldfootball.net
- Statistika igrača na FIFA.com  Arhivirana inačica izvorne stranice od 13. prosinca 2010. (Wayback Machine)